# James E. Rogan
James Edward Rogan (ur. 21 sierpnia 1957 w San Francisco) – amerykański polityk, członek Partii Republikańskiej.

## Działalność polityczna
Od 1994 zasiadał w Zgromadzeniu Stanowym Kalifornii. Następnie w okresie od 3 stycznia 1997 do 3 stycznia 2001 przez dwie kadencje był przedstawicielem 27. okręgu wyborczego w stanie Kalifornia w Izbie Reprezentantów Stanów Zjednoczonych.